# محمد امزیان (وزنه‌بردار)
محمد امزیان (انگلیسی: Mohamed Meziane؛ زادهٔ ۷ مارس ۱۹۶۷) وزنه‌بردار اهل مراکش است. وی در بازی‌های المپیک تابستانی ۱۹۹۲ شرکت کرده‌است.